# Mary Etherington

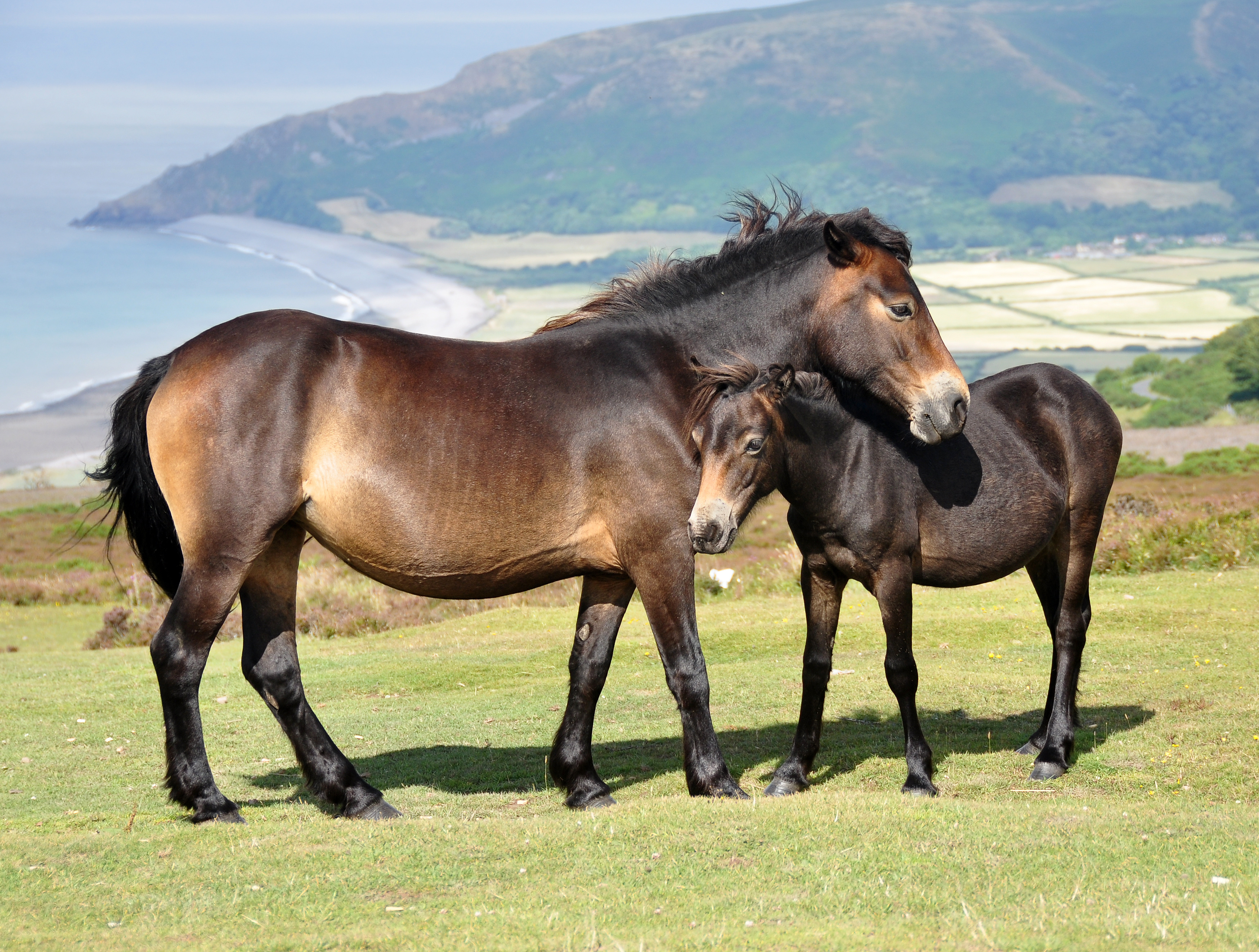
Poneys Exmoor, comme ceux conservés par Mary Etherington

Mary Etherington est une éleveuse de chevaux anglaise de Withypool, à qui l'on attribue la relance de la population de poneys d'Exmoor après la Seconde Guerre mondiale

## Biographie
Mary Etherington et son mari, James Grant Speed (1906-1980) ont cofondé l'Exmoor Pony Trekking Society à la Royal (Dick) School of Veterinary Studies, qui fait maintenant partie de l'Université d'Édimbourg,,,.  
Etherington était responsable de l'élevage de la Harde 2 d'Exmoors, après qu'ils lui aient été laissés par sa mère. À l'origine, la Harde 2 était élevée par M. FG Heal. Il a ensuite laissé les poneys à la mère d'Etherington, qui était l'épouse du recteur de Withypool. En 1943, les poneys ont été répartis entre ses deux filles, Mary et Joy, Mary prenant la Harde 2 et Joy prenant la Harde 3.
Immédiatement après la Seconde Guerre mondiale, la population de poneys d'Exmoor était tombée à moins de cinquante individus car des centaines de poneys avaient été abattus par des soldats pendant la guerre, tandis que d'autres avaient été volés dans les champs et tués pour se nourrir. Mary Etherington a rallié les éleveurs pour restaurer les troupeaux et sécuriser les frontières des Communes afin de rétablir leurs troupeaux, proclamant en 1947 : « Les générations à venir auront de bonnes raisons de nous traiter d'intendants infidèles si, lorsqu'ils y seront allés, il n'y a pas de petits chevaux sur les collines d'Exmoor ». En 1948, elle expose également deux poneys Exmoor au zoo de Londres afin de sensibiliser aux menaces auxquelles ils sont confrontés,.
Etherington a été consulté dans les discussions gouvernementales, concernant l'augmentation de la population ovine et bovine à Exmoor en 1949. Cette année-là, elle a quitté sa maison et a déplacé le troupeau à travers l'Angleterre à la recherche d'un foyer permanent pour les poneys. Elle a prêté un certain nombre de poneys au parc Maryon Wilson à Greenwich en 1950, ce qui a initié son développement en parc animalier,.
En 1952, Etherington a entendu parler par un ami du British Museum d'un projet de recherche sur les races de poneys indigènes à l'Université d'Édimbourg, dirigé par James Grant Speed, professeur d'anatomie à la Royal (Dick) School of Veterinary Studies. Etherington a emmené son troupeau de vingt poneys dans le train pour Édimbourg, et les a donnés à l'école vétérinaire pour la conservation et la recherche. Elle et Speed se sont mariés peu de temps après. 
Les poneys ont été utilisés pour créer l′Exmoor Pony Trekking Society après le succès du trekking à poney à Newtonmore. Le club avait l'intention qu'en emmenant le public pour des randonnées, la race soit présentée comme des chevaux utiles et que cela puisse assurer sa propre subsistance. Mary Stone a organisé des randonnées chaque été depuis l'auberge de jeunesse Snoot à Hawick. Les randonnées se sont poursuivies à partir d'un certain nombre d'endroits autour d'Édimbourg, et partent maintenant des collines de Pentland.
Lorsque Mary Etherington et son mari ont décidé de vendre les poneys de la Harde 2 Exmoor, les étudiants qui dirigeaient les randonnées ont formé un syndicat et en 1962, ils ont acheté un groupe de juments. Celles-ci ont été élevés sous le nom de Harde 2 jusqu'au dernier poulain, en 2009.

## Collections de documents
- Collection : Herd 2, James and Mary Speed and Royal (Dick) veterinary college. Dulverton, United Kingdom : The Exmoor Society.